# Pasquale Galliano Magno
Pasquale Galliano Magno (Orsogna, 25 febbraio 1896 – Pescara, 9 settembre 1974) è stato un avvocato italiano, figlio del notaio Eugenio Magno.

## Biografia

### Studi e attività professionale
Dopo gli studi classici a Chieti frequentò l'università a Macerata, dove si laureò in legge. Nel 1927 sposò Maria Luisa D'Angelo ed ebbe da lei due figli: Valeria, che conseguì la laurea in giurisprudenza presso l'università di Roma, e Carlo Eugenio, laureatosi anch'egli in legge, presso l'università di Bologna. Entrambi i figli hanno svolto, nella città di Pescara, attività di avvocato.
Convinto antifascista e oppositore del regime, fu sindaco di Orsogna, suo paese natio, appena divenuto maggiorenne. Fu il sindaco più giovane d'Italia, in quel tempo. Provvide a istituire a Orsogna una biblioteca pubblica, tuttavia l'attività amministrativa durò poco a causa del movimento fascista dell'avversario Raffaele Paolucci, che ebbe il sopravvento contro i socialisti, con minacce e ritorsioni. Sicché Magno fu costretto a dimettersi e a vivere da "esiliato" fuori Orsogna. 
L'avvocato Magno esercitò la professione dapprima a Chieti e poi a Pescara. 

### Patrocinio nel processo Matteotti
Ha partecipato quale avvocato difensore della signora Velia Titta, vedova di Giacomo Matteotti, barbaramente ucciso da un gruppo di fascisti, al primo processo per l'accertamento delle responsabilità nell'assassinio del marito.

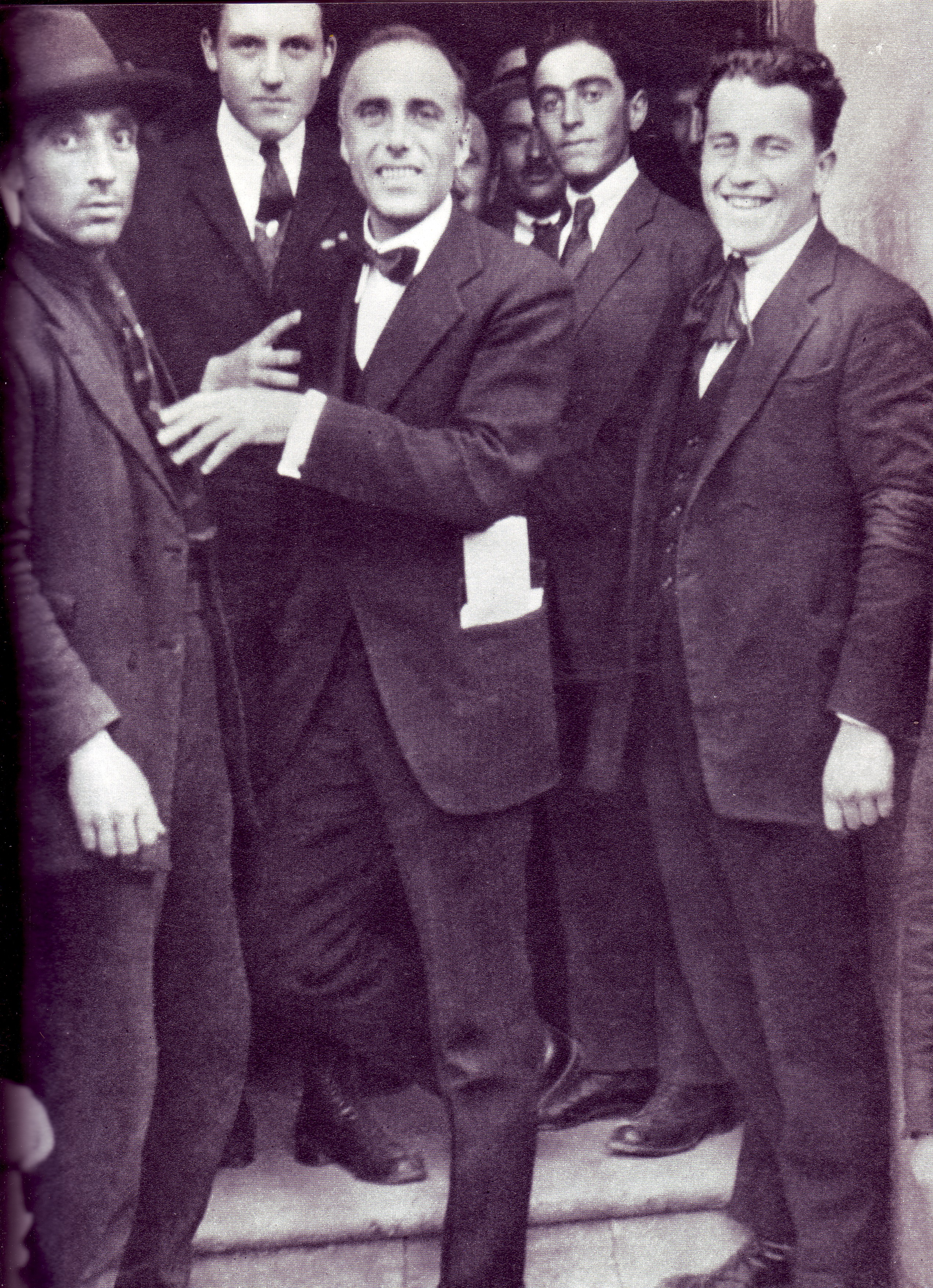
Giacomo Matteotti parlamentare socialista

L'istruttoria del processo iniziò nel giugno del 1924 presso il Tribunale di Roma. Il giudizio fu poi rimesso dalla Corte di Cassazione alla Corte d'Assise di Chieti, con la risibile motivazione della sussistenza di gravi motivi di pubblica sicurezza; il dibattimento ebbe quindi luogo nel 1926 a Chieti. Non intendendo più soggiacere a soprusi e malefatte, la signora Velia Titta, pur facendo le più ampie riserve per l'esercizio delle azioni civili a lei spettanti nei confronti di tutti gli imputati, si vide costretta, date le angherie subite e lo spirito poliziesco che aleggiava nel processo, a non partecipare alla successiva fase dibattimentale: pertanto incaricò Magno al ritiro della costituzione di parte civile (per sè e per il figlio), già avvenuta a conclusione della fase istruttoria nelle deduzioni di parte depositate a Roma dall'onorevole Giuseppe Emanuele Modigliani. 

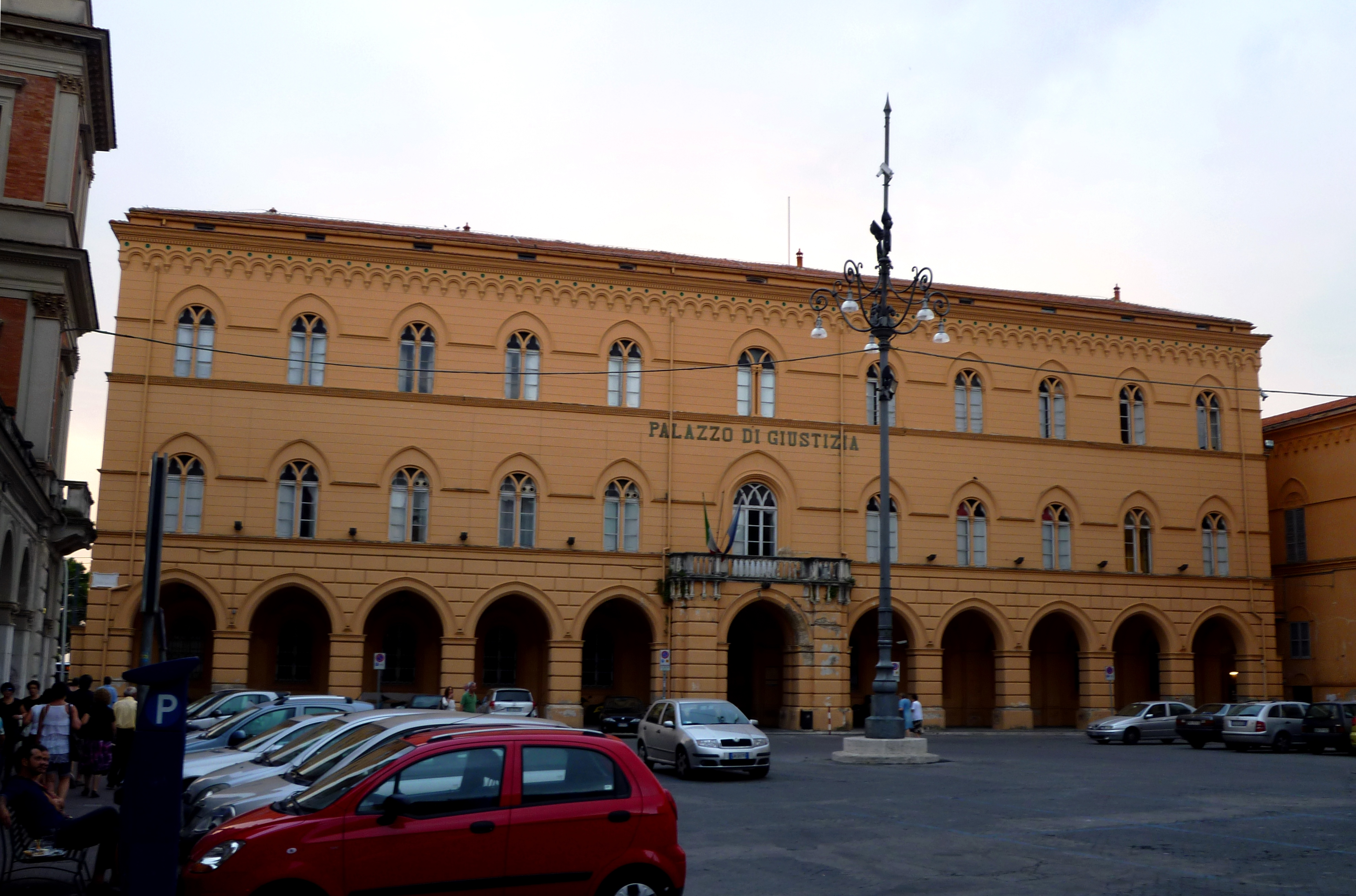
Palazzo del Tribunale a Chieti

A questo fine l‘avvocato Magno, per incarico e procura conferitagli dalla signora Velia Titta, svolse attività professionale in Chieti nei vari atti istruttori che precedettero la fase dibattimentale. A riscontro di tale attività, i magistrati, i quali avrebbero dovuto rendere giustizia, si limitavano costantemente (influenzati anche dallo stato di coartazione morale stabilito dal fascismo) ad osteggiare e disattendere le varie istanze, all'evidente scopo di insabbiare il processo e comunque operare il salvataggio completo degli assassini di Giacomo Matteotti, dei loro complici e mandanti: persino le richieste e le supplichevoli istanze, intese ad ottenere la restituzione degli effetti personali appartenenti alla vittima, vennero inopinatamente respinte.
Perciò l'avvocato Magno lo definì "un processo burla". In effetti, a conferma dei suoi sospetti e della sua denuncia, la Corte d'Assise con una vergognosa sentenza, ritenne di dover condannare i soli imputati Dumini Amerigo, Volpi Albino, e Poveromo Amleto per il reato di omicidio preterintenzionale. Fu esclusa la premeditazione e furono concesse le attenuanti generiche. I tre assassini furono condannati alla pena di cinque anni, mesi undici e giorni venti di reclusione, nonché all'interdizione dai pubblici uffici. 
La gratitudine della signora Velia Titta per l'opera professionale, che l'avvocato Pasquale Galliano Magno stava svolgendo nel processo, risulta attestata nella lettera che ella gli inviò in data 29 marzo 1926. 
Con successiva lettera 2 aprile 1926, inviata all'avvocato Magno, la signora Velia Titta così scriveva: “Mi lusingo che la sua premura e la volontà del buon esito in un atto pietoso, arrivino a superare le difficoltà possibili, di una pratica così delicata. Le esprimo la mia riconoscenza per quanto potrà fare”. Anche in questo suo ulteriore scritto la signora Velia Titta confermava, attestava e ribadiva l'apprezzamento e la stima che provava per il professionista che, con tenace impegno, aveva cura dei suoi legittimi interessi. Va altresì ricordato che la signora Velia Titta donò, con un gesto di gratitudine e riconoscenza, la penna stilografica del defunto suo marito all'avvocato Magno, penna che suo figlio, avvocato Carlo Eugenio Magno, oggi custodisce presso un istituto bancario.
Già allora l'abitazione e lo studio professionale dell'avvocato Magno - nel palazzo Tella, al civico numero cinque di via dello Zingaro in Chieti - furono oggetto di varie perquisizioni e di sequestri di atti e documenti inerenti al processo. Solo poche lettere e veline di comparse furono salvate, nascondendole altrove. L'epoca era quella di un fascismo violento, quando i magistrati, anche i più noti di essi, ricevevano ordini che scendevano dall'alto. Le “squadracce” fasciste costrinsero l'avvocato Magno ad ingurgitare olio di ricino, bastonandolo, come umiliazione e “castigo” per l'attività che stava esercitando, con impegno, lealtà e rettitudine, nel processo. Iniziò così contro di lui il periodo dei soprusi e delle persecuzioni, durato fino al crollo del fascismo.

### Nel secondo dopoguerra
Nel dopoguerra l'avvocato Magno ha svolto incarichi politici e varie attività: è stato Presidente del Comitato di Liberazione Nazionale, ha svolto nell'immediato dopoguerra le funzioni di vice Prefetto Politico per volontà degli Alleati, che lo scelsero anche per poter meglio controllare, in zona, l'attività politica degli italiani nel periodo della defascistizzazione e epurazione. Ebbe contatti con Mauro Scoccimarro, Palmiro Togliatti e Rita Montagnana che ospitò in occasione dei comizi da essi tenuti a Pescara. Nella città adriatica, Magno si trasferì definitivamente in un appartamento in corso Vittorio Emanuele. 
Esercitò con equilibrio il suo compito, spesso in contrasto con chi perseguiva con violenza gli ex fascisti. A tale proposito, nel 1945 svolse attività di mediazione e protezione nei confronti dell'ex ministro fascista, barone Giacomo Acerbo, che poté trovare rifugio presso i suoi coloni nell'agro di Loreto Aprutino, sfuggendo alla giustizia sommaria di alcuni epuratori. Durante il successivo periodo di carcerazione Giacomo Acerbo nominò l'avvocato Magno - benché avversario politico - amministratore unico del suo cospicuo patrimonio (comprendente tra l'altro la preziosa collezione delle famose ceramiche antiche di Castelli) fino al 1951, anno della sua riabilitazione, e lo ritrovò intatto.
Tutto questo non fu senza conseguenze: nel 1945 il prefetto Pace fu rimosso dall'incarico e l'avv. Magno, capolista e promotore del PCI-PSI, coalizione che costituì il famoso “caso Pescara”, fu eletto, ma per i suoi atteggiamenti di moderazione non condivisi, la sua candidatura a deputato non fu appoggiata. Non vedendo possibile l'attuazione di quei valori di giustizia e di illuminato equilibrio nei quali aveva sempre creduto, la delusione fu profonda e si ritirò definitivamente dalla politica attiva.
Svolse comunque la funzione di Presidente dell'Ospedale Civile di Pescara e quella di Commissario Governativo alle Ferrovie Elettriche Abruzzesi (F.E.A.), in diretto contatto con il ministro dei trasporti Ugo La Malfa, facendo effettuare la ricostruzione della linea ferroviaria elettrica Pescara-Moscufo-Penne, dal 1945 al 1947. 
Fu anche Presidente del Consorzio per l'Acquedotto della Valle di Foro. L'Archivio Magno è conservato presso la Soprintendenza Archivistica d'Abruzzo e Molise a Pescara. 
Sulla sua vita, nel 2024 Milo Vallone ha realizzato uno spettacolo in CineprOsa scritto da Mauro Morelli e dal titolo: "E io ero Sandokan". Lo spettacolo ha debuttato in anteprima nazionale all'interno del cartellone della XXII edizione del FLA